# Østfold
 je norveška administrativna regija (fylke), ki meji na Akershus in jugozahodno Švedsko (okrožji Västra Götaland in Värmland), medtem ko sta Buskerud in Vestfold na drugi strani zaliva Viken. Administracijsko središče je v Sarpsborgu, Fredrikstad pa je največje mesto.
Østfold se nahaja med Oslofjordom in Švedsko. Pokrajina je gričevnata z obsežnimi gozdovi. Østfold je tipično nižinsko okrožje, najvišja vzpetina Slavasshøgda meri le 336 mnm. Večja mesta so Askim, Fredrikstad, Moss, Mysen, Halden in Sarpsborg - s tem je Østfold norveška administrativna regija z največjim številom mest. Skozi Østfold tečeta reki Glomma in Tistedalselva. 

## Ime
Staro ime Oslofjorda je bilo Fold; Østfold pomeni 'območje vzhodno od Folda' (glej tudi Vestfold). Ime je bilo prvič zabeleženo leta 1543; v srednjem veku je bilo okrožju ime Borgarsysla 'okrožje/sýsla mesta Borg (zdaj Sarpsborga)'. Kasneje, ko je bila Norveška pod dansko upravo, je danski kralj razdelil območje na več baronij. Te so bile leta 1662 združene v eno okrožje (amt), ki se je imenovala Smaalenenes Amt, 'amt, ki vsebuje majhne lene'. Ime je bilo spremenjeno nazaj v Østfold leta 1919.

## Zgodovina
Østfold sodi med najstarejša naseljena območja Norveške. O tem pričajo številni petroglifi (risbe na kamnih) in gomile. V Mossu in Fredrikstadu sta pristanišči. V regiji so tudi rudniki granita, ki ga je uporabljal kipar Gustav Vigeland. 
V vikinškem obdobju je bilo ozemlje del Vingulmarka, ki je bil del Vikena in Bohusläna. S tem je bilo delno pod Danci vse do vladavine Haralda I. Norveškega. 
Kasneje, ko je bila Norveška pod dansko upravo, je danski kralj razdelil območje na več baronij. Baronija Heggen og Frøland, ki jo sestavljajo občine Askim, Eidsberg in Trøgstad, je prvotno pripadala Akershusu, vendar je bila leta 1768 premeščena v Østfoldu.

## Geografija
Østfold leži med Oslofjordom in Švedsko. Pokrajina je ravna z velikim jezerskim sistemom v osrednjem delu, obsežnimi gozdovi na severu in vzdolž švedske meje ter z gosto naseljenim nižinskim območjem vzdolž obale z relativno velikim otočjem.
Najdaljša reka Norveške je Glomma, ki teče skozi okrožje in v Oslofjord v Fredrikstadu.

## Demografija
Večina prebivalstva tega okrožja je zgoščena ob obali. Večja mesta so Askim, Fredrikstad, Moss, Mysen, Halden in Sarpsborg, s tem je Østfold norveška administrativna regija z največjim številom mest. 

## Občine
| 1. Aremark 2. Askim 3. Eidsberg 4. Fredrikstad 5. Halden 6. Hobøl 7. Hvaler 8. Marker 9. Moss 10. Rakkestad 11. Rygge 12. Rømskog 13. Råde 14. Sarpsborg 15. Skiptvet 16. Spydeberg 17. Trøgstad 18. Våler | Občine Østfolda |

## Grb
Grb je iz sodobnega časa (1958). Rumene linije predstavljajo sončne žarke ob sončnem vzhodu. Predstavljajo tudi čaščenje Sonca v bronasti dobi (prikazane v več petroglifih, najdenih v okrožju).

## Pomembni ljudje
- Roald Amundsen (1872–1928) - polarni raziskovalec
- Berit Ås (1928-) - političarka, profesorica in feministka
- Thea Foss (1857–1927) -  ustanoviteljica Foss Maritimea
- Hans Nielsen Hauge - (1771–1824) - pridigar
- Egil Olsen (1942-) - norveški trener nogometa
- Karl Ouren (1882–1943) - norveško-ameriški umetnik
- Petter Solberg 1974-) - reli voznik
- Nils Otto Tank (1800–1864) - verski vodja Moravske cerkve
- Harald Zwart (1965-) - filmski režiser in producent